# كأس إسكتلندا 1897–98
كأس اسكتلندا 1897–98 (بالإنجليزية: 1897–98 Scottish Cup)‏ هو موسم من كأس اسكتلندا. فاز فيه نادي رينجرز.